# 哈茨山麓黑尔茨贝格
哈茨山麓黑尔茨贝格（德語：Herzberg am Harz，發音：[ˈhɛʁtsbɛʁk ʔam ˈhaːɐts]）是德国下萨克森州哥廷根县的城市，面积71.88平方千米，2023年12月31日人口为12,783人。